# Мырговаам
Мырговаам — река на севере Дальнего Востока России, протекает по территории Билибинского района Чукотского автономного округа. Длина реки — 62 км.
Название в переводе с чук. Мырговаам — «водорослевая река».
Берёт начало к востоку от сопки Увъэьэней, протекает в северо-восточном направлении до впадения в реку Раучуа слева.

## Притоки
(от истока): Лишайниковый, Дальний, Сланцевый, Ветвистый, Быстрый, Подножный, Красный, Малый Мырговаам.

## Данные водного реестра
По данным государственного водного реестра России относится к Анадыро-Колымскому бассейновому округу.